# Черепашник
Черепа́шник або ракушня́к (рос. ракушечник, англ. coquina, shell rock, shell limestone; нім. Schillkalkstein m) — вапняк, що складається переважно з черепашок морських тварин і їх уламків.

## Загальний опис

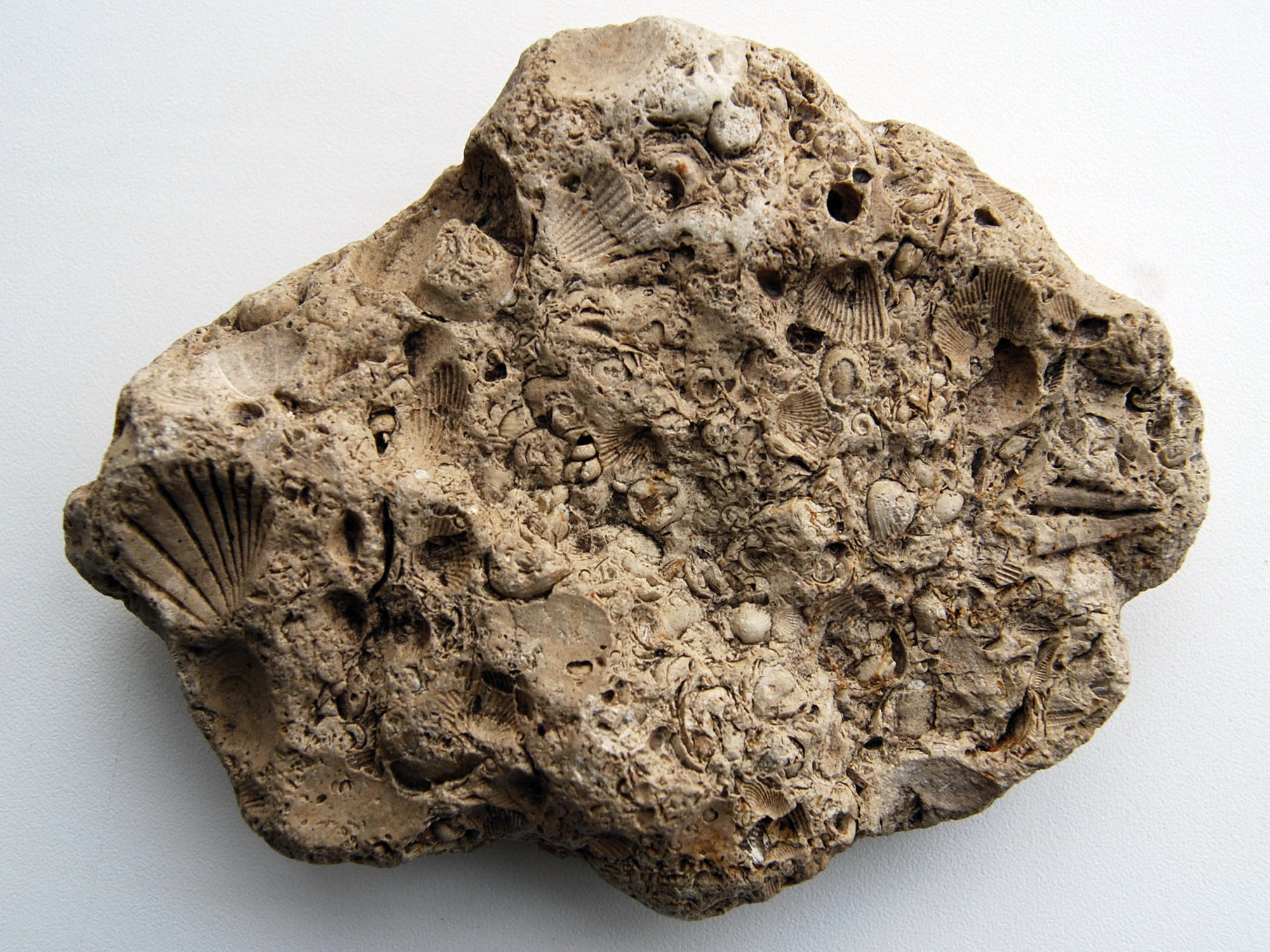

Черепашник утворюється, як правило, в літоральній і субліторальній зонах, як осадова порода, яка повністю або майже повністю складається з транспортованих, потертих і механічно відсортованих фрагментів раковин молюсків, трилобітів, брахіопод або інших безхребетних.
За складом поділяється на брахіоподовий, гастроподовий, нумулітовий і ін. За структурою — кристалічний, органогенно-уламковий, уламково-кристалічний, натічний.
Черепашник має велику пористість (макропористість), що дорівнює 21–60 %; об'ємна маса 1100—2240 кг/м³; теплопровідність 0,29–0,99 Вт/(м•К); межа міцності при стисненні 0,4–28 мН/м².

## Практичне значення
Черепашник легко обробляється, піддається розпилюванню, обтісуванню. Широко застосовується в будівництві як стіновий та облицювальний матеріал і облицювальний матеріал.
Щебінь і пісок з черепашнику — заповнювачі для легких бетонів. Крім того, черепашник використовується у виробництві вапна, цементу, вапнякового борошна.
В Україні Державним балансом запасів враховано 171 родовище вапняків-черепашників. Найбільші поклади — в Криму, у Вінницькій, Чернівецькій та Одеській області.

## Галерея

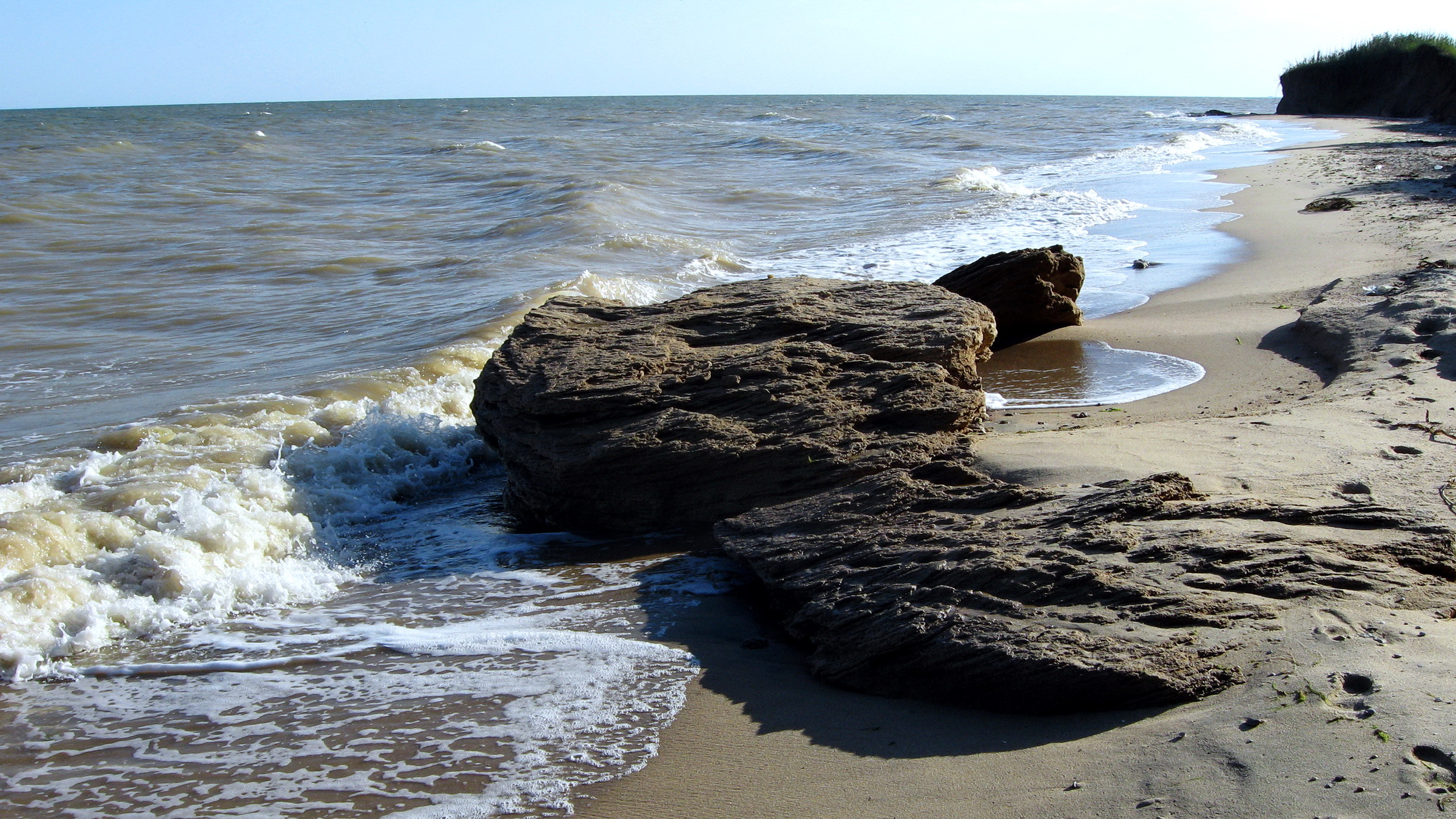
Черепашник у літоральній зоні Азовського моря
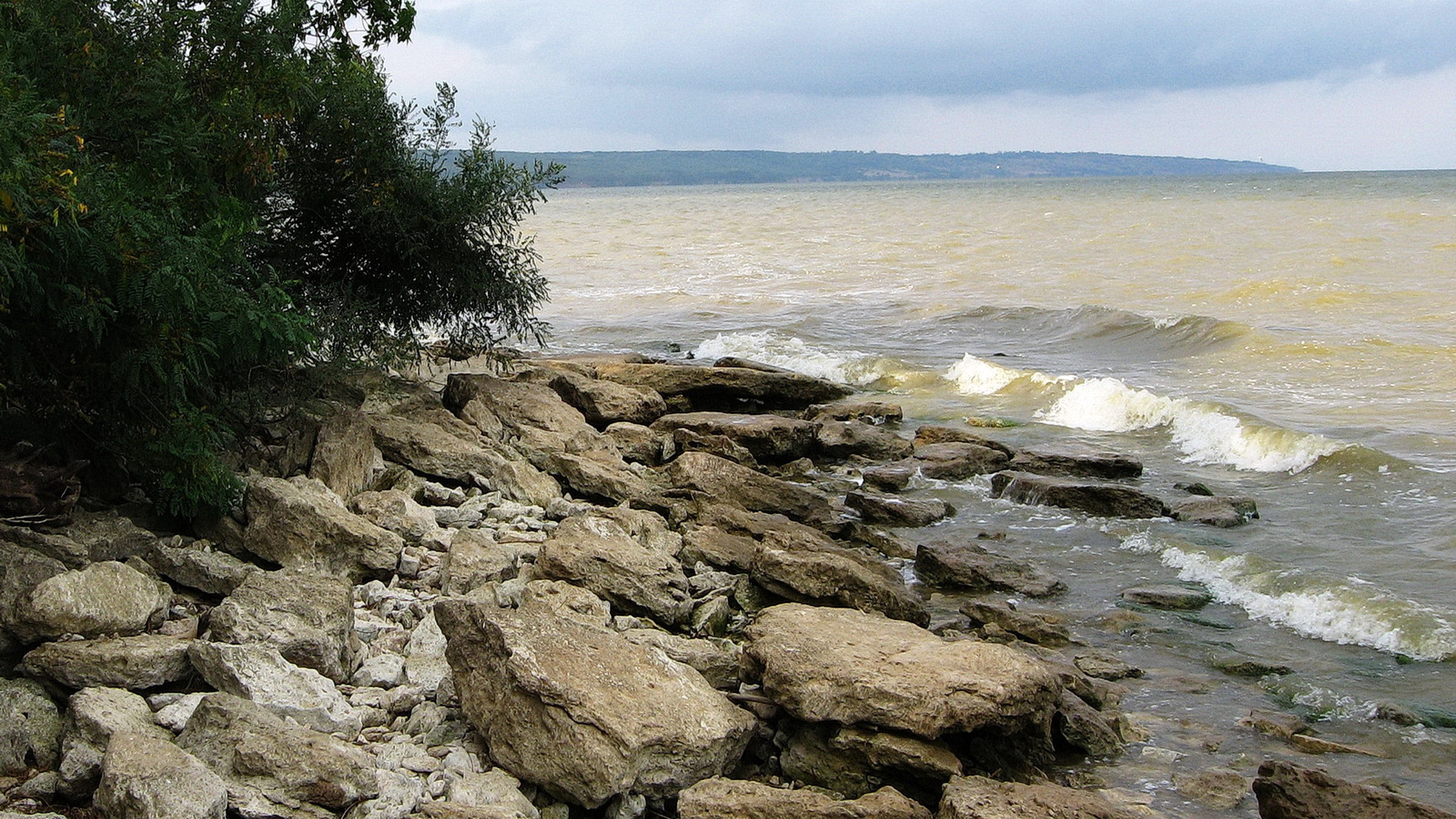
Неогенові черепашники на узбережжі Каховського водосховища
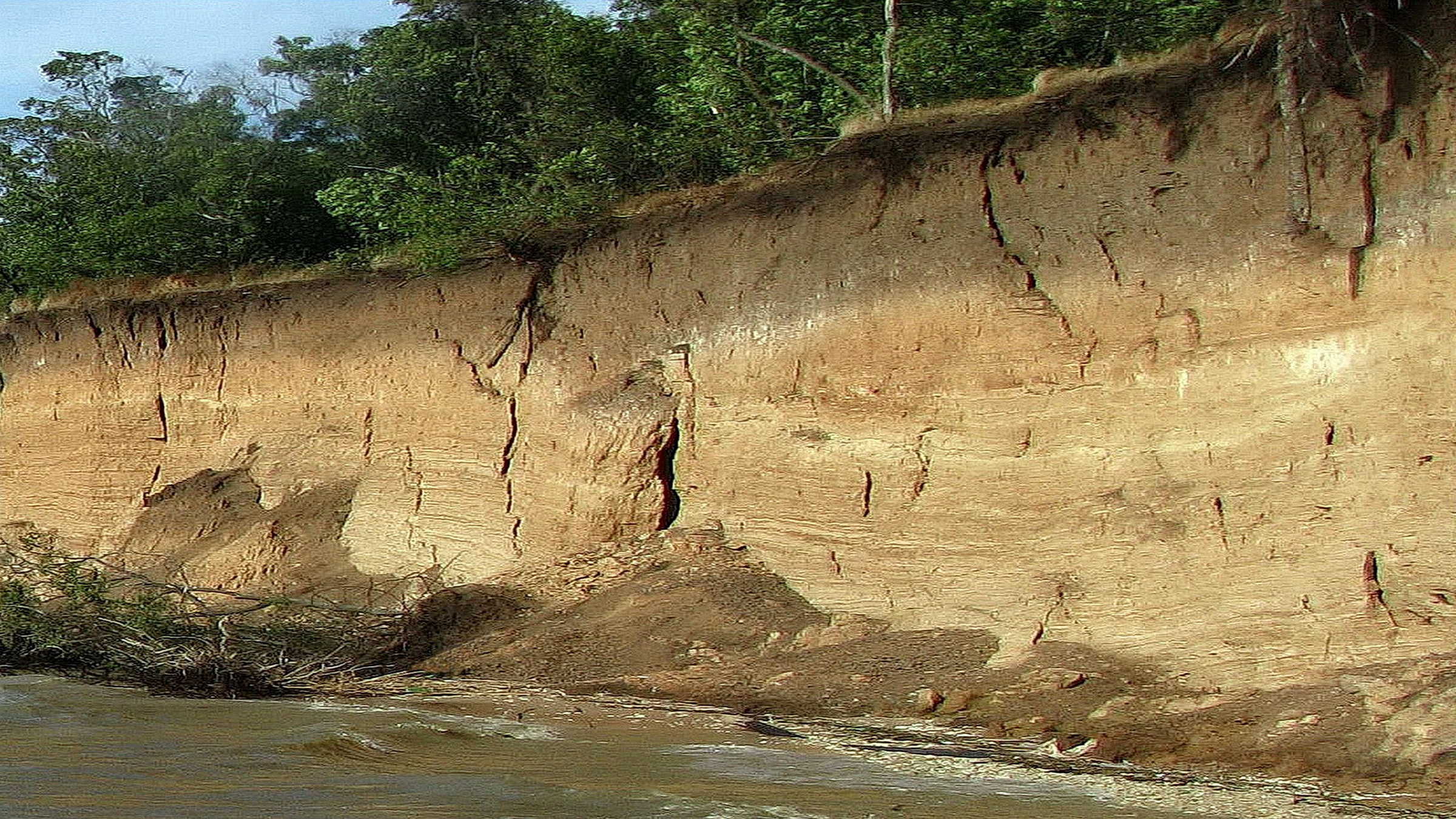
Відслонення з неогенових черепашників на берегових урвищах
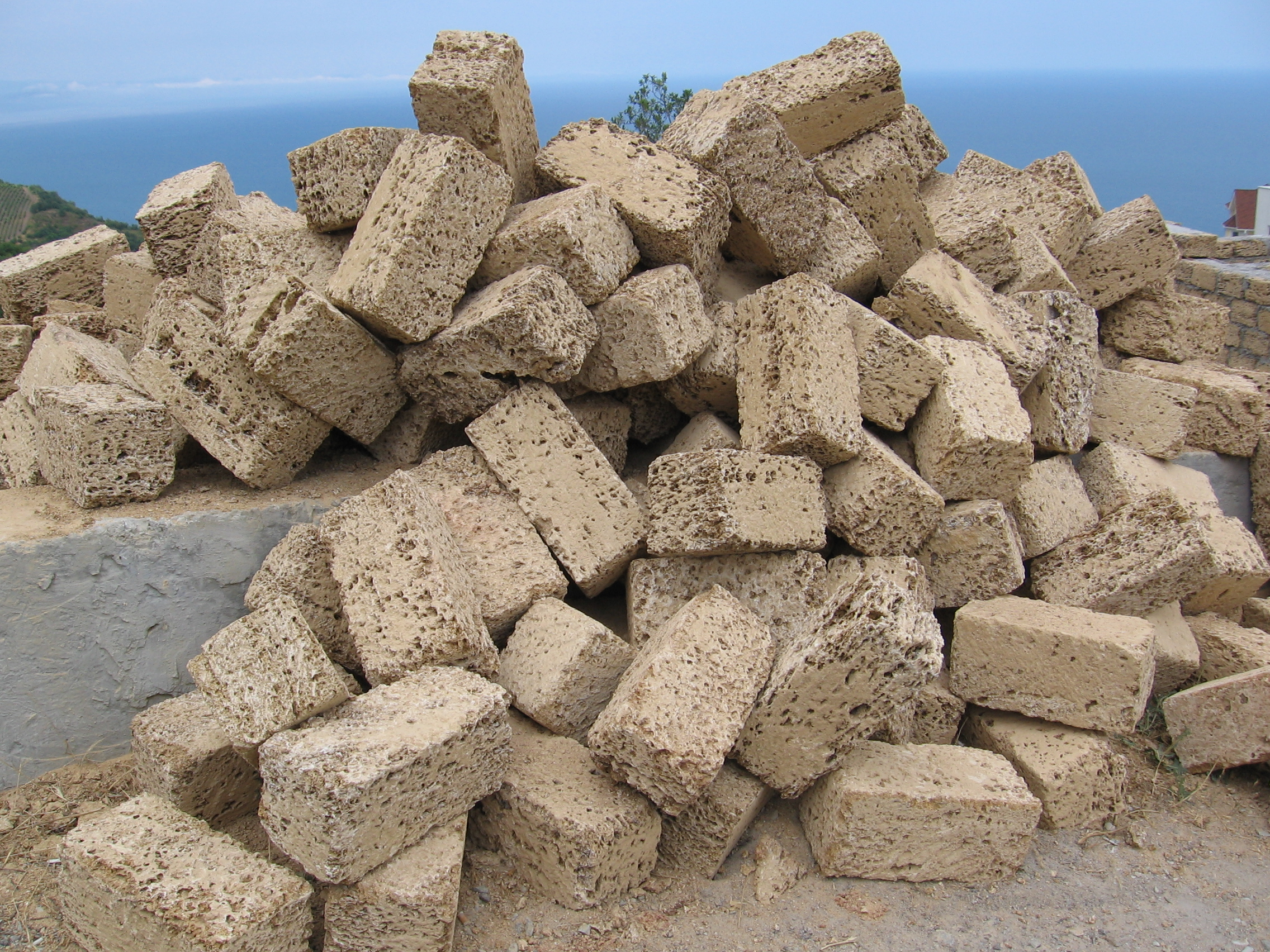
Будівельні блоки з кримського черепашнику